# 辛亥滦州起义纪念园
40°02′57″N 116°09′33″E / 40.04917°N 116.15917°E
辛亥滦州起义纪念园，位于中华人民共和国北京市海淀区温泉镇显龙山南麓（北京老年医院内），是为冯玉祥为纪念滦州起义死难将士于1937年4月建造而成的纪念建筑群。该建筑群没有明显围墙，现存建筑由南向北一字排开，依次为纪念坊、纪念碑、衣冠冢、摩崖石刻和纪念塔。2006年，辛亥滦州起义纪念园被列为全国重点文物保护单位。

## 历史
1912年1月，王金铭、施从云、白雅雨和冯玉祥等人在滦州受同盟会指示率众起义，并于当月3日宣布滦州独立，成立北方革命军政府，是为滦州起义。清军前来镇压时，起义军中将领张建功叛变，将冯玉祥软禁在海阳，王金明和施从云被清军以和谈为名骗至军中俘获并杀害，白雅雨突围后被捕并被杀，冯玉祥随后被递解回原籍，滦州起义失败。1936年，冯玉祥为纪念王金铭等在滦州起义中殉难的烈士，在显龙山上修建了辛亥滦州起义纪念园。1937年，该纪念园正式建成，建成时包括纪念塔、衣冠冢、纪事方碑和纪念堂，但纪念堂和方碑在建成后先后被毁，具体时间不明。文化大革命期间，纪念园损毁惨重。1981年，纪念园得以修复，并在辛亥革命70周年之际举办了万人纪念大会:452-453。1984年，滦州起义纪念塔被列为第三批北京市文物保护单位:578。2006年，辛亥滦州起义纪念园被列为全国重点文物保护单位。2013年，该纪念园被列为北京市爱国主义教育纪念地。2017年1月，纪念园内的清代卧碑被发现石碑座断成两截，尚不清楚是否由于有人偷盗文物所致。

## 结构
该园没有封闭围墙，建筑呈南北向一字排开。最南侧为一座花岗岩纪念坊，南侧门额写有“辛亥滦州革命先烈纪念园”字样，两柱分别写有“此日园林簇锦绣”和“当年勇烈动山川”，北侧门额刻有“努力革命”字样，两柱刻有“尺山尺水永留血迹”和“一花一木想见英风”。前后落款均为“民国二十五年十一月冯玉祥”。纪念坊北侧为一座石碑，碑身建于长宽各5米的石台之上，正面刻有“辛亥滦州革命诸先烈纪念碑”，碑首刻有青天白日徽和云纹。纪念碑北侧的半山腰上建有一座通高3.88米的八棱石幢，正面刻有韩复榘所书“辛亥滦州革命先烈衣冠冢”以及14位烈士姓名及其追封军衔，其余各面也均有刻字。幢北侧有一座被磨去字迹的清代卧碑。衣冠冢北侧有一块长宽各17米的天然岩壁，上有截取自《礼记·礼运篇》的“大道之行，天下为公”一段的摩崖石刻，字迹为冯玉祥所书。崖壁北侧山顶上建有一座通高12.2米的八角七级密檐式白石纪念塔，该塔建于一座宽为10米的石台之上，南北两侧均有冯玉祥手书刻字，其中南侧为“精神不死”，北侧为“浩气长存”。塔身第一层高1.22米，宽0.66米，正南面刻有“辛亥滦州革命先烈纪念塔”，其余各面有邹鲁、居正、冯玉祥和于右任等人撰写的塔铭。塔刹鎏金。:452-453:876